# Kuzey Tunçelli
Kuzey Tunçelli (ur. 30 sierpnia 2007) – turecki pływak specjalizujący się w stylu dowolnym, olimpijczyk z Paryża 2024, mistrz świata i Europy juniorów.
Mieszka w Stambule.

## Wyniki
| Impreza                     | Rok  | Gospodarz | st. dowolny | st. dowolny | st. dowolny | st. dowolny | 10 km na otwartym akwenie |
| Impreza                     | Rok  | Gospodarz | 400 m       | 800 m       | 1500 m      | 4x200 m     | 10 km na otwartym akwenie |
| --------------------------- | ---- | --------- | ----------- | ----------- | ----------- | ----------- | ------------------------- |
| Igrzyska olimpijskie        | 2024 | Paryż     | —           | 11          | 5           | —           | 23                        |
| Mistrzostwa świata          | 2024 | Doha      | —           | 12          | 8           | —           | —                         |
| Mistrzostwa świata juniorów | 2023 | Netanja   | —           | 01 !        | 01 !        | 12          | —                         |
| Mistrzostwa Europy juniorów | 2024 | Wilno     | 4           | 01 !        | złoto · WJR | 03 !        | —                         |